# Maulde
 Maulde  là một xã ở tỉnh Nord ở miền bắc nước Pháp. Xã này có diện tích 5,18 kilômét vuông, dân số năm 1999 là 880 người. Xã nằm ở khu vực có độ cao trung bình 18 mét trên mực nước biển. 